# Hana no Ko Lunlun
Hana no Ko Lunlun (花の子ルンルン, Hana no Ko Runrun), conhecido no Brasil como Angel, A Menina das Flores, é um anime criado pela Toei Animation, dirigido por Hiroshi Shidara e com roteiro de Shiro Jinbo exibida pela TV Asahi entre 9 de fevereiro de 1979 e 8 de fevereiro de 1980, abrangendo 50 episódios. 
No Brasil, a série televisiva fez um grande sucesso ao ser exibido nos anos 80 na TV Record, SBT e nos anos 90 na extinta TV Corcovado do Rio de Janeiro. A animação tinha forte apelo sentimental. A série foi exibida inicialmente pela TV Record que nunca a apresentou até o final, em seguida o SBT a transmitiu, também sem apresentar o episódio final. Somente a TV Corcovado, atual Central Nacional de Televisão, apresentou a série por completo, porém com o nome de Angélica.

## Enredo
Angel é uma órfã que mora com seus avós na França. Sua mãe morreu de parto e seu pai também faleceu quando ela era bem pequena. Um certo dia, Angel fica sabendo que é descendente do místico povo da Estrela Floral. Ela tem a missão de encontrar a lendária Flor das Sete Cores para garantir a sobrevivência de seu povo. Para auxiliar Angel na tarefa, o rei da Estrela Floral envia a ela dois ajudantes: o cão Baldo e a Gata Caty que são animais que podem falar. Angel também recebe como presente a Chave Floral: um amuleto mágico que, quando apontado para uma flor ou rosa, permite a Angel transformar suas roupas em qualquer coisa, o que lhe dá mais condições de enfrentar os perigos que surgem jornada.
Angel viaja por todo o mundo atrás da valiosa flor, sempre perseguida de perto por Malícia e Ivan, ambos tentam atrapalhá-la nessa missão. Malícia tem o poder de convocar as forças da natureza com a palavra: "Vento do pólen" em seguida uma forte ventania começa e se torna um furacão levando tudo o que estiver em seu caminho para bem longe, mas quando ela usa essas palavras mágicas, seu rosto fica cheio de rugas. Ivan possui um guarda-chuva mágico que permite mudar de roupa e se disfarçar. Nas aventuras de Angel ela sempre ajuda as pessoas a resolverem seus problemas. Há também um jovem andarilho chamado Felipe, filho do rei da Estrela Floral, que ajudava Angel e no final de cada episódio dava sementes de flores para as pessoas auxiliadas por ela.
Em um dos episódios, Angel e Felipe estavam escalando uma montanha para encontrar a flor das sete cores, mas acontece um acidente, Felipe escorrega da Montanha e Angel tenta salvá-lo, mas ela acaba caindo num rio e quebrando a "Chave Floral". Com o barulho alguns homens que estavam ali por perto salvam Felipe, mas Angel desaparece no rio e morre. O Rei da Estrela Floral fica muito emocionado com a coragem de Angel, "ela morreu para salvar um amigo", e por sua bondade e amor, o rei devolve a vida a Angel com a Chave Floral e então ela fica sabendo que sua vida agora está contida na valiosa chave floral que não pode se quebrar, caso contrário, ela morrerá.
No último capítulo, Angel recebe a notícia de que seu avô estava muito doente, então ela retorna para casa muito triste, mas tem uma surpresa quando chega, a valiosa flor das sete cores está plantada no seu próprio jardim, então ela se dirige ao Reino da Estrela Floral, onde é esperada pelo Rei e todos do reino, até pelos vilões já regenerados Malícia e Ivan.

## Recepção
Em 2005, a TV Asahi divulgou o resultado de uma pesquisa online aberta aos japoneses sobre seus programas favoritos da televisão, onde Hana no Ko Lunlun conseguiu a 85ª colocação empatado com Ikkyū-san.